# 非ナチ化

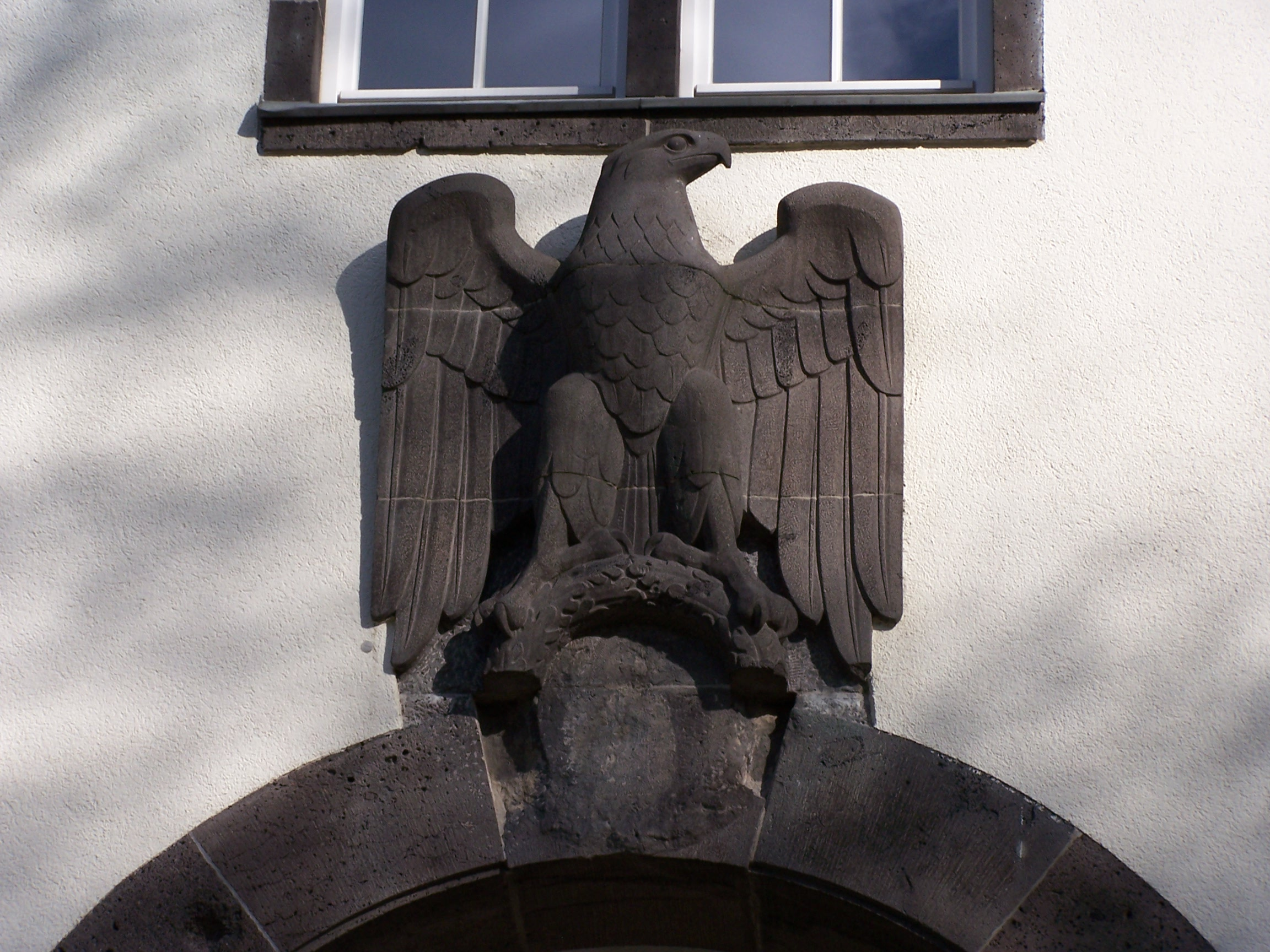
非ナチ化によってハーケンクロイツの部分が破壊された国章。ダルムシュタット工科大学

非ナチ化（ひナチか、独: Entnazifizierung、英: Denazification）とは、連合軍軍政期のドイツ（1945年 - 1949年）ならびに軍政期のオーストリアで実施された政策。ドイツとオーストリアに限らず、ナチスに占領されたフランスやオランダなどでも、ナチ体制の除去が行われた。狭義の非ナチ化はナチ党関係者の人事粛清を指すが、広義の非ナチ化にはドイツ社会からの、ナチス・ドイツ時代の影響を除去する政策全般を指す。

## 前史
連合国の代表アメリカ・イギリス・ソビエト連邦の3国は1943年10月のモスクワ会談において、ドイツの無条件降伏と、戦後ドイツの軍事的無力化、民主化とともに非ナチ化を推進する方針を策定した。1944年から主要国に加わったフランスもその方針に同調し、1945年2月のヤルタ会談後には「ドイツの軍国主義とナチズムを撲滅し、ドイツが世界平和を二度と攪乱できないよう保障する」ことを目的とし、「ナチ党（国民社会主義ドイツ労働者党）、ナチ的法律・制度・組織・諸制度を根絶し、ナチや軍国主義のあらゆる影響を公的機関やドイツ人の文化生活・公共生活から除去」することを宣言した。この方針に基づき行われたドイツ降伏後のポツダム会談では「名目以上にその活動に参加したナチ党員全員、ならびに連合国の目的に敵対的な人間」を「公職および準公職、重要な私企業の責任ある地位」から追放することが決定された。
連合国遠征軍最高司令部 (Supreme Headquarters Allied Expeditionary Force、SHAEF) は重要人物を逮捕するためのリストを策定したが、全体的な非ナチ化の方針は定まっておらず、詳細な非ナチ化は分割占領地域ごとに独自に行われはじめた。占領行政全体を統括する連合国管理理事会は1946年1月12日になって「名目以上」の範囲を定義する指令を出したが、この方針も非ナチ化政策の統一には至らなかった。

## 連合国占領時代

### アメリカ占領地域
当初、アメリカの非ナチ化スタンスは積極的であった。米占領軍政府はドイツ占領基本指令1067号において、単なる名目以上のナチ党員だけではなく、ナチズムと軍国主義の支持者全員の公職、準公職から排除することとした。また、社会の要職につく人物へアンケート調査を実施し、ナチ党との関係を審査し、その結果公務員の3分の1を解雇した。
しかし、アンケート調査の対象とされた人物はアンケートの回答を誤魔化したほか、米占領軍政府も地域の人間関係を詳細に把握する能力がなく、また占領地区のドイツ人の米軍政府への不満感、不信感が高まったほか、アメリカ本国からも公正さに欠けるとの批判が出た。そのため、米占領軍政府は、ドイツの行政機構と協力して非ナチ化を進めるとし、ドイツ州政府との折衝の結果、1946年3月に「ナチズムと軍国主義からの解散のための法律」（解散令）を州法として成立させた。
解散令によって、米軍占領下の各州では解散令実施のための特命大臣が設置され、その指揮下で18歳以上の全住民対象にアンケート調査を実施し、調査の結果ナチと政治的関係の強い人物を非ナチ化審査機関で審査し、重罪者、積極分子、軽罪者、同調者、無罪者の5つに区分した上で、重罪者、積極分子を即刻解雇、罰金、労働収容所送りなどとし、軽罪者、同調者を罰金に処することとした。
ただ、ドイツ側に非ナチ化の主導権が移ったため、住民同士がかばいあったり、地元の名士に泣きついて無罪者判定を勝ち取るケースが頻発したほか、非ナチ化審査機関のスタッフも地域住民の恨みを買うことを恐れ、なり手がいないなど順調に運ばなかった。また非ナチ化による社会の各分野の人材不足が深刻化すると、ドイツ側から追放者への恩赦要求が高まり、「青少年特赦」が行われるようになったほか、冷戦激化によって、アメリカ本国の対ドイツ占領政策の基本方針が懲罰から復興に変わると、判定の引き下げ措置が行われるようになった。

### ソ連占領地域
ソビエト連邦占領地区における非ナチ化は徹底していた。ソ連占領地区においては最初からドイツ人協力者、特にヴァルター・ウルブリヒトらソ連に亡命していたドイツ共産党員を中心に共産主義者に有利な非ナチ化を実現させるべく活躍した。そのため、公職追放によって空席となったポストには共産党員を中心に就くこととなり、そのため、旧来の貴族、ブルジョワジーに代わり労働者が公務の中心に就いたため、非ナチ化によって政治的にも社会的にも劇的な変化を遂げることとなった。
また、ソ連はナチス・ドイツの指導者とドイツ国民は区別するというスタンスを明確にしていたため、末端の旧ナチス党員の恩赦と復権に寛大な措置を取り、1947年8月に出された「ソ連政府指令201号」において彼らの市民権の回復を保証し、内務・司法分野を除き公職に就くことが許されることとなった。

## 東西分断時代
1949年にドイツが東西に分断されると、西ドイツの連邦宰相に就任したコンラート・アデナウアーは非ナチ化政策について、全ドイツ人を対象に進められたことについて「多くの不幸と多くの災禍をもたらした」として、ドイツ人全員が責任を負うのではなく、一部の重大な戦争犯罪人と刑事犯のみが責任を負うべきであるとして、非ナチ化の終了を連邦政府の名によって宣言することを試みた。
そこで非ナチ化によって追放された対象について議論が行われ、キリスト教民主同盟・キリスト教社会同盟、社会民主党は重罪者と積極分子以外の追放者の解除を主張したのに対し、自由民主党、ドイツ党は追放者の全面解除を主張した。アデナウアーは非ナチ化の全面解除が連合国高等弁務府によって反発が起こることをおそれ、最終的には前者の案である重罪者と積極分子を除く追放者解除による非ナチ化終了宣言文を1950年12月に採択し、これによって非ナチ化は終了した。

## ドイツ以外における非ナチ化の状況
ロシアは2022年ロシアのウクライナ侵攻の理由の一つとして、ウクライナにネオナチ思想を持つグループが母体となった部隊アゾフ連隊が存在することから「ウクライナの非ナチ化」を挙げた。